# Augustin Theiner
Augustin Theiner (Breslavia, 11 aprile 1804 – Civitavecchia, 10 agosto 1874) è stato uno storico, teologo e archivista tedesco del XIX secolo.

## Biografia
Nacque nel 1804 a Breslavia in Prussia (oggi Wrocław in Polonia), figlio di un calzolaio. Fu studente del ginnasio di Saint-Mathias a Breslavia, quindi studiò teologia nella stessa città. Nel 1828 scrisse con suo fratello Anton Einfuhrung der erzwungenen Ehelosigkeit bei den Geistlichen ("Introduzione del celibato obbligatorio tra il clero").
Su consiglio di suo fratello, abbandonò la teologia e si rivolse al diritto, che studiò a Breslavia e Halle; si laureò presso quest'ultima università nel 1829. Una borsa di studio del governo prussiano gli permise di fare ricerche in Belgio, Regno Unito e Francia sulle fonti del diritto canonico.
Si stabilì definitivamente a Roma, dove fu influenzato dal conte Reisach, allora presidente della Congregazione per la propagazione della fede.
Nel 1835 scrisse Geschichte der geistlichen Bildungsanstalten e l'anno successivo Disquisitiones criticae sulle fonti del diritto canonico. Ordinato sacerdote, entrò nella congregazione dell'Oratorio di San Filippo Neri. Negli anni seguenti scrisse varie opere.
Papa Pio IX, che lo nominò alla Biblioteca Apostolica Vaticana nel 1850, gli commissionò una storia del pontificato di Clemente XIV, che apparve in tedesco nel 1853 e in italiano due anni dopo. Lì entrò in contrasto con i gesuiti - benché avesse mantenuto buoni rapporti con loro fino al 1844 - e l'opera fu infine proibita nello Stato Pontificio.
Nel 1855 Pio IX lo nominò prefetto degli archivi segreti vaticani. Theiner pubblicò una serie di documenti raccolti in questi archivi.
Al tempo del Concilio Vaticano I, era in stretto contatto con gli oppositori dell'infallibilità papale; comunicò loro i piani di lavoro del Concilio di Trento, che avrebbe dovuto rimanere segreto, e di conseguenza fu privato dalle sue dignità e funzioni.
Le testimonianze sulla fine della sua vita differiscono: per il vetero-cattolico Johann Friedrich, avrebbe mantenuto le stesse idee circa l'infallibilità, ma il conte Hermann Stainlein sostenne altrimenti. Il secondo volume dei suoi Acta genuina Concilii Tridentini fu pubblicato postumo nel 1874.

## Opere
- (con Anton Theiner) Die Einführung der erzwungenen Ehelosigkeit bei den christlichen Geistlichen und ihre Folgen, voll., Altenburg 1828 volume 2; Neuauflage: Barmen 1892 (messo all'Indice)[2]
- Über Ivo's vermeintliches Decret: ein Beitrag zur Geschichte des Kirchenrechts, und ins Besondere zur Critik der Quellen des Gratian; nebst e. Quellen-Anh, Mainz,: Florian Kupferberg, 1832.
- Geschichte der geistlichen Bildungsanstalten, Mainz (u. a.), Kupferberg, 1835.
- Sammlung einiger wichtiger Aktenstücke zur Geschichte der Emanzipation der Katholiken in England, Mainz, 1835.
- (LA) Disquisitiones criticae in praecipuas canonum et decretalium collectiones, Roma, Collegio Urbano, 1836.
- (FR)  Histoire de ma conversion, Parigi, 1838.
- Schweden und seine Stellung zum heiligen Stuhl unter Johann III, Sigismund III und Karl IX. Nach geheimen Staatspapieren. 2 Bände, Augsburg, Kollmann 1838/39.
- Versuche und Bemühungen des hl. Stuhles in den letzten 3 Jahrhunderten, die durch Ketzerei u. Schisma von ihm getrennten Völker des Nordens wiederum mit der Kirche zu vereinen. Nach geheimen Staatspapieren. vol. 1, Teil 1 u. 2 auch u.d.T.: Schweden u. seine Stellung z. hl. Stuhle unter Johann III., Sigismund III. u. Karl IX. 2 Teile. Mit Urkundenbuch, Regensburg 1838-1839.
- Die neuesten Zustände der Katholischen Kirche beider Ritus in Polen und Rußland seit Katharina II. bis auf unsere Tage: mit einem Rückblick auf die Russische Kirche und ihre Stellung zum heiligen Stuhle seit ihrem Entstehen bis auf Katharina II. bis auf unsere Tage; mit einem Bande Dokumente / Philippus Neri. Augsburg: Kollmann, 1841.
- Geschichte der Zurückkehr der regierenden Häuser von Braunschweig und Sachsen in den Schooss der Katholischen Kirche im achtzehnten Jahrhundert und der Wiederherstellung der katholischen Religion in diesen Staaten. Nach und mit Originalschreiben. Einsiedeln: Benziger 1843.
- Die Staatskirche Rußlands im Jahre 1839. Nach den neuesten Synodalberichten dargestellt von einem Priester aus der Kongregation des Oratoriums, Schaffhausen: Hurter 1844. 2., unveränd. Aufl. Schaffhausen: Hurter, 1853.
- Schenkung der Heidelberger Bibliothek durch Maximilian I. Herzog und Churfürsten von Bayern an Papst Gregor XV. und ihre Versendung nach Rom: Mit Originalschriften. München: Lit. Art. Anst., 1844.
- Herzogs Albrecht von Preussen, gewesenen Hochmeisters des deutschen Ordens, erfolgte, und Friedrich I. Königs von Preußen versuchte Rückkehr zur katholischen Kirche: nach und mit Original-Urkunden. Augsburg: Kollmann, 1846.
- Lettere storico-critiche, Napoli, 1849 (contro Rosmini)
- Der Cardinal Johann Heinrich Gf. v. Frankenberg, EB v. Mecheln, Primas von Belgien, u. sein Kampf f. die Freiheit der Kirche u. die bischöflichen Seminarien unter Kaiser Josepf II., Freiburg 1850.
- Zustände der kath. Kirche in Schlesien v. 1740-1758 u. die Unterhandlungen Friedrichs II. u. der Fürstbisch, v. Breslau, des Kard. Ludwig Ph. Gf. v. Sinzendorf u. Ph. Gotth. Fürsten v. Schaffgottich mit dem Papst Benedikt XIV. Mit Dokumenten aus dem geheimen Arch. des hl. Stuhles, 2 sv., Regensburg 1852.
- Clemens XIV. und die Jesuiten, in Leu. J. B. (a cura di), Geschichte des Pontificats Clemens XIV, Luzern 1853.
- Geschichte des Pontificates Clemens XIV., nach unedirten Staatsschriften aus dem geheimen Archiv des Vaticans. voll., Mit dem Bildniß Clemens' XIV., Leipzig und Paris: Didot 1853 (con accuse contro i gesuiti)
- Die Fortsetzung der Annalen des Baronius, 3 voll., 1856.
- (FR)  Documents inédits relatifs aux affaires religieuses de la France (1790-1800), Parigi, 1857.
- (LA)  Vetera monumenta Hungariae, 2 voll., 1859–60.
- (LA)  Poloniae et Lithuaniae, 4 voll., 1860–64.
- (LA)  Codex dominii temporalis apostolicae sedis, 3 voll., 1861–62.
- Die zwei allgemeinen Concilien von Lyon 1245 und von Konstanz 1414 über die weltliche Herrschaft des Heiligen Stuhles, edizione italiana 1861, tedesco: von Fressler, Freiburg 1862.
- (LA)  Monumenta vetera Hibernorum et Scotorum historiam illustrantia quae ex Vaticani. Neapolis ac Florentiae tabulariis deprompsit et ordine chronologicio disposuit Augustin Theiner, Roma, 1859.
- (LA)  (con F. Miklosich)  Monumenta spectantia ad unionem Ecclesiarum Graecae et Romanae., Vienna, Wilhelm Braumüller, 1872
- (LA)   Acta genuina sanctissimi œcumenici Concilii Tridentini., vol. 1, Roma, 1863.; vol. 2, Zagabria – Lipsia, 1874.